# Flyr
Flyr AS ( OSE: FLYR ) é uma companhia aérea de baixo custo norueguesa. Com sede em Oslo e base operacional no Aeroporto Gardermoen de Oslo, a companhia aérea opera voos domésticos e internacionais para destinos turísticos europeus. A Flyr foi fundada por Erik G. Braathen em 2020, ex-CEO da extinta companhia aérea norueguesa Braathens.

## Ligações

### Vôos domésticos
Em junho de 2021, a Flyr recebeu o Certificado de Operador Aéreo da Autoridade de Aviação Norueguesa. O primeiro voo de Oslo para Tromsø foi feito por um Boeing 737-800.

### Vôos internacionais
A Flyr anunciou o comissionamento de uma rota Bruxelas - Oslo a partir de 6 de maio de 2022.

## Frota

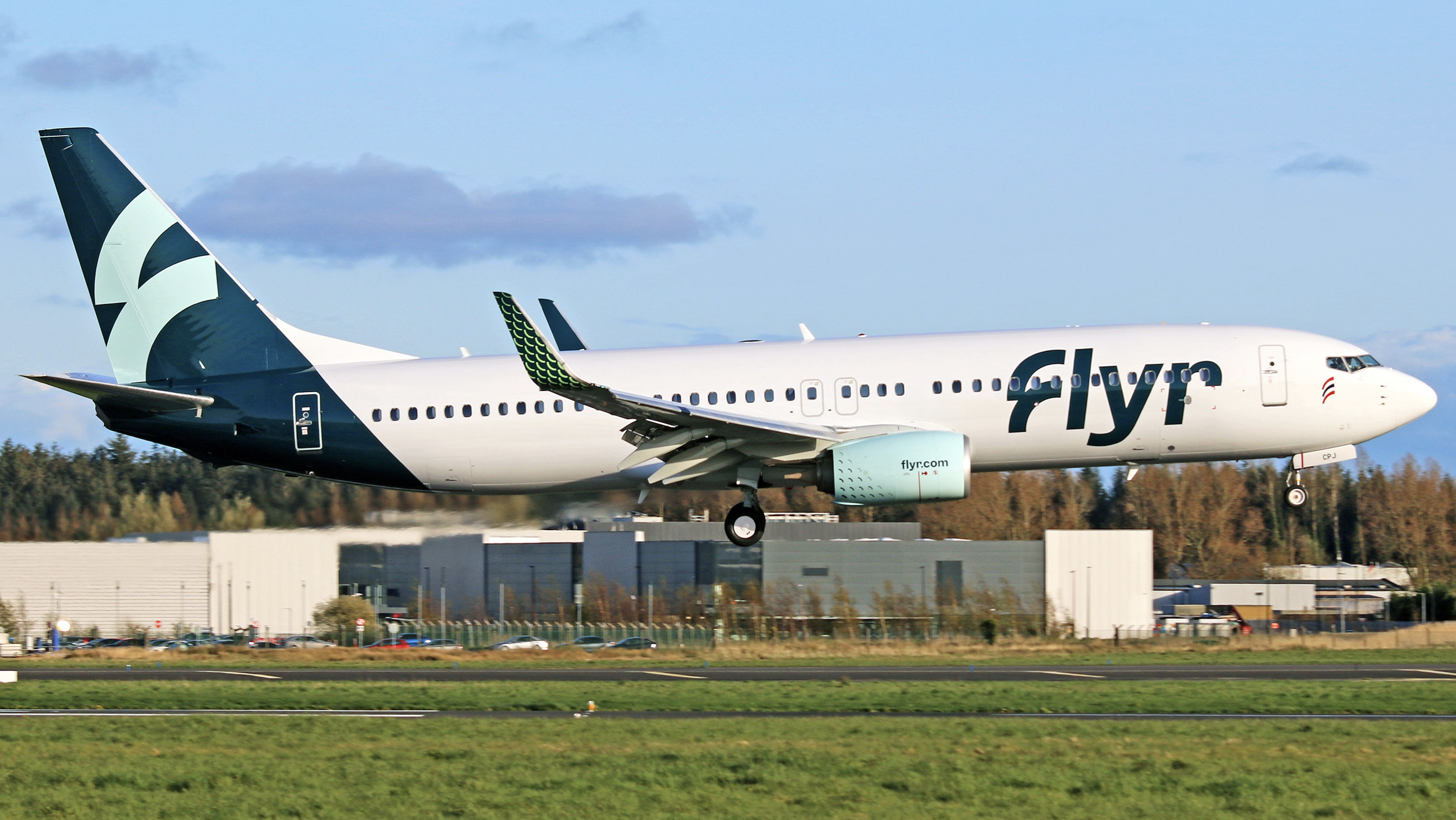
Um Flyr Boeing 737-800

A frota da Flyr consiste nas seguintes aeronaves :
| Avião               | Em uso | Pedidos | Passageiros |
| ------------------- | ------ | ------- | ----------- |
| Boeing 737-800      | 6      | 2       | 189         |
| Boeing 737-800 MAX8 | 2      | 2       | 200         |
| Total               | 8      | 4       |             |